# Cosmarium asphaerosporum
Cosmarium asphaerosporum  là một loài Song tinh tảo trong họ Desmidiaceae, thuộc chi Cosmarium.

## Phân loài
- C. asphaerosporum var. asphaerosporum
- C. asphaerosporum var. strigosum